# Catharisa
Catharisa é um gênero de mariposa pertencente à família Bombycidae.